# 田式
田式（?—?），字显标，北周、隋朝官员，冯翊郡下邽县（今陕西省渭南市东北）人。
田式祖父田安兴，父亲田长乐，在北魏，都是本郡太守。田式性情刚果，多有武艺，拳法勇武过人。周明帝时，十八岁，担任都督，领乡兵。几年后，拜为渭南郡太守，为政崇尚严猛，官民非常恐惧，无人敢违法。转任本郡冯翊太守，亲故避匿，请托不行。周武帝听说後高兴，田式进位仪同三司，赐爵信都县公，擢拜为延州刺史。跟随周武帝平北齐，因功加上开府，转为建州刺史，改封梁泉县公。杨坚总百揆，尉迟迥在鄴城作乱，他跟随韦孝宽出击。以功拜大将军，进爵武山郡公。隋朝建立后，拜为襄州总管，专以立威为务。每次在外处理政事，一定盛气凌人，下属害怕，不敢仰视。有犯禁的人，虽是亲信，也不宽贷。他的女婿京兆杜宁，自长安来探望他，田式告诫杜宁不要出外。杜宁很久不得回京，私自上北楼，以寄托思乡之情。田式知道后，笞打杜宁五十下。他的爱奴，曾经去他那里禀告，有虫子爬上他的衣衿，奴仆挥袖拂去。田式以为他轻慢自己，立刻棒杀。属官贪污受贿，管领内劫盗之人，不问轻重，全关在地牢中，他们住处充满粪秽，让他们受罪，不是自己死了，终不得出。每次赦书到州，田式来不及读，先召狱卒，杀死重囚，然后宣示百姓。刻暴就像这样。于是被皇帝除名为百姓。田式惭愧气愤不吃饭，妻儿到他那里，他就生气，唯独让侍僮二人在左右侍候。从家中索要胡椒，想要自杀，家人不给。暗中派侍僮到市场买毒药，妻儿夺过来扔了。田式生气着躺着。其子田信当时为仪同，至田式面前流泪：“父亲大人既是朝廷旧臣，又无大过。现在公卿被放逐凌辱之人多了，不久又升官再用，父亲大人怎能长久如此！”田式忽然起来，抽刀砍田信，田信赶快逃走，刀刃砍中门槛。文帝知道，认为田式责备自己很深，恢复他的官爵。再拜广州总管，在官任上去世。

## 延伸阅读
[在维基数据编辑]
 《北史·卷087》，出自李延壽《北史》
 《隋書·卷74》，出自魏徵《隋书》